# Pieśń o taczance
Pieśń o taczance (ros. Песня о Тачанке) – radziecka pieśń, do której muzykę skomponował Konstantin Listow, a słowa napisał Michaił Ruderman w 1937 roku. Opisuje nienazwaną bitwę podczas rosyjskiej wojny domowej i resorowany zaprzęg konny z ciężkim karabinem maszynowym zwany taczanką, używany wówczas przez Armię Czerwoną i wojska białych. Pieśń na przestrzeni lat przeszła kilka zmian lirycznych i pojawia się między innymi w repertuarze Chóru Aleksandrowa. Istnieje również polska wersja utworu, przetłumaczona z języka rosyjskiego przez Leona Pasternaka.

## Tekst
| Wersja oryginalna w języku rosyjskim | Wersja polska |
| Ты лети с дороги, птица, Зверь, с дороги уходи! Видишь, облако клубится, Кони мчатся впереди! И с налёта, с поворота, По цепи врагов густой Застрочит из пулемёта Пулемётчик молодой. Refren: Эх, тачанка-ростовчанка, Наша гордость и краса, Конармейская тачанка, Все четыре колеса! Эх, за Волгой и за Доном Мчался степью золотой Загорелый, запылённый Пулемётчик молодой. И неслась неудержимо С гривой рыжего коня Грива ветра, грива дыма, Грива бури и огня. Refren: Эх, тачанка-киевлянка, Наша гордость и краса, Комсомольская тачанка, Все четыре колеса! По земле грохочут танки, Самолёты петли вьют, О будённовской тачанке В небе лётчики поют. И врагу поныне снится Дождь свинцовый и густой Боевая колесница, Пулемётчик молодой. Refren: Эх, тачанка-полтавчанка, Наша гордость и краса, Пулемётная тачанка, Все четыре колеса! | Lećże, ptaku, w lasy głębiej, umknij, zwierzu, z drogi nam, to taczanka wroga pędzi, to taczanka wroga gna. W bystrym pędzie bije z lotu, śmiało idzie w gęsty bój, zagrzechoczesz z kulomiotu, bojowniku młody mój. Refren: Hej, taczanka – rostowianka twoja piękność oczy rwie, Konnej Armii tyś kochanka, cztery wichry koła twe. Hej, za Wołgą, hej za Donem, gdzieś po stepie tętni cwał: ogorzały, zakurzony celowniczy młody gnał. Mknie taczanka, któż ją wstrzyma, rwie za końską grzywą w trop, grzywa wichru, grzywa dymu, grzywa burzy, ognia snop. Refren: Hej, taczanka – rostowianka twoja piękność oczy rwie, Konnej Armii tyś kochanka, cztery wichry koła twe. Warczą groźnie nasze tanki, płyną pieśni spoza chmur, chwałę wartkich kół taczanki gra motorów szumny chór. I do dzisiaj wróg pamięta, jak to nogi brał za pas, mknie taczanka dumna, piękna i bojownik młody nasz. Refren: Hej, taczanka – rostowianka twoja piękność oczy rwie, Konnej Armii tyś kochanka, cztery wichry koła twe. |